# Trafford Leigh-Mallory
Sir Trafford Leigh-Mallory KCB (11 de julho de 1892 — 14 de novembro de 1944) foi um comandante sênior da Força Aérea Real (RAF).
Leigh-Mallory serviu como piloto da Royal Flying Corps durante a Primeira Guerra Mundial. Permaneceu na recém-formada RAF após o fim do conflito, atuando em diversos cargos burocráticos e de treinamento durante as décadas de 1920 e 1930. No período antecedente à Segunda Guerra Mundial, era Comandante-Oficial-em-Ar do esquadrão No. 12 Group RAF, e pouco depois do fim da Batalha da Grã-Bretanha, assumiu o comando do No. 11 Group RAF, defendendo as investidas contra Londres.
Em 1942 tornou-se Comandante-em-Chefe do Fighter Command antes de ser designado em 1943 para a mesma função na Força Aérea Expedicionária Aliada, o que o tornou comandante aéreo da Invasão da Normandia.
Em novembro de 1944, enquanto seguia para o Ceilão para assumir o posto de Comandante-em-Chefe do Comando do Sudeste Asiático, sua aeronave colidiu contra os Alpes Franceses. Leigh-Mallory foi o oficial da RAF de mais alta patente a ser morto durante a Segunda Guerra.